# Najd Tower
La Najd Tower fue un diseño de un rascacielos futurístico de 340 metros, con 82 plantas y 496 habitaciones en Dubái. Su construcción hubiese comenzado en el 2005 y, supuestamente, su más importante uso era el residencial. Previsiblemente iba a estar acabado para el 2008 si se hubiese construido, pero fue cancelado el 28 de enero de 2009.